# Polymixis juditha
Polymixis juditha là một loài bướm đêm trong họ Noctuidae.